# 存储器技术设备
記憶體技術設備（英語：Memory Technology Device，縮寫為 MTD），是Linux系統中设备文件系统的一個類別，主要用於快閃記憶體的應用，是一種快閃記憶體轉換層（Flash Translation Layer，FTL）。創造MTD子系統的主要目的是提供一個介於快閃記憶體硬體驅動程式與高階應用程式之間的抽象層。
因為具備以下特性，所以 MTD 裝置和硬碟相較之下，處理起來要複雜許多：
- 具有 eraseblocks 的特微，而不是像硬碟一樣使用叢集。
- eraseblocks (32KiB ~ 128KiB) 跟硬碟的 sector size（512 到 1024 bytes）比起來要大很多。
- 操作上主要分作三個動作： 從 eraseblock 讀取、寫入 eraseblock 、還有就是清除 eraseblock 。
- 壞掉的 eraseblocks 無法隱藏，需要軟體加以處理。
- eraseblocks 的壽命大約會在 104 到 105 的清除動作之後結束。

像USB隨身碟、多媒体记忆卡（MMC）、SD卡、CF卡等其他流行的可移動儲存器要和MTD區分開來，雖然它們也叫“flash”，但它們不是使用MTD技術的儲存器。

## 外部連結
- Linux MTD （页面存档备份，存于）